# Świadkowie Jehowy w Macedonii Północnej
Świadkowie Jehowy w Macedonii Północnej – społeczność wyznaniowa w Macedonii Północnej, należąca do ogólnoświatowej wspólnoty Świadków Jehowy, licząca w 2023 roku 1233 głosicieli, należących do 23 zborów. Na dorocznej uroczystości Wieczerzy Pańskiej w 2023 roku zgromadziło się 2540 osób. Działalność miejscowych głosicieli koordynuje Biuro Oddziału w Skopje.

## Historia

### Początki
Działalność kaznodziejską na terenie Macedonii Północnej, należącym wówczas do europejskiej części Turcji, zapoczątkował około roku 1887 Basil Stephanoff. Jednakże na skutek fałszywych pogłosek na temat jego działalności znalazł się on w więzieniu. 
Później, w Królestwie Jugosławii, do którego należała obecna Macedonia Północna, pierwsza korporacja prawna reprezentująca Badaczy Pisma Świętego (Świadków Jehowy) – „Latarnia Morska – Stowarzyszenie Badaczy Pisma Świętego w Królestwie Jugosławii” została założona w słoweńskim Mariborze w połowie lat 20. Alfred Tuček w drodze ze Słowenii do Bułgarii zostawił publikacje biblijne Dimitarowi Jovanovičowi w miejscowości Strumica. Wkrótce został on pierwszym macedońskim Świadkiem Jehowy. Zapoznał ze swoimi wierzeniami braci Aleksego i Kostę Arsov. Za pomocą czasopism i płyt gramofonowych prowadzili oni działalność kaznodziejską w Macedonii Północnej. Jedno z czasopism trafiło do Tušo Carčeva, który nawiązał kontakt z biurem w Mariborze, dzięki czemu utworzono pierwszą grupę w Macedonii. Później wyświetlano film Dramat stworzenia.
Po napaści Niemiec na Jugosławię 6 kwietnia 1941 roku, łączność pomiędzy Biurem Oddziału a głosicielami w Macedonii została przerwana. Nawiązano ją ponownie dopiero po zakończeniu II wojny światowej.

### Legalizacja
9 września 1953 roku Socjalistyczna Federalna Republika Jugosławii pod rządami marszałka Tito oficjalnie zarejestrowała Chrześcijańską Wspólnotę Religijną Świadków Jehowy. Rejestracja pozwalała zgromadzać się w wyznaczonych salach i rozsyłać literaturę biblijną, lecz nie można było prowadzić działalności kaznodziejskiej od domu do domu, za którą groziły grzywny. Dlatego głoszono potajemnie i nieoficjalnie. Dalej też młodzi Świadkowie Jehowy odbywali kilkuletnie wyroki więzienia za odmowę podjęcia służby wojskowej.
W 1957 roku w Zagrzebiu, w dawnym warsztacie przerobionym na Salę Królestwa miał miejsce pierwszy powojenny kongres dla jugosłowiańskich Świadków Jehowy. Tam też urządzono lokalne biuro, utrzymujące łączność ze współwyznawcami w Macedonii. W 1958 roku w Chorwacji powielano publikacje religijne dla wyznawców z całej Jugosławii, które zaczęły docierać również do Macedonii. Pod koniec lat 60. XX wieku powstała grupa głosicieli w Kočani. W okresie tym głosiciele z Macedonii mieli ograniczony kontakt z Biurem Oddziału w Zagrzebiu. Austriackie Biuro Oddziału umacniało współwyznawców pod względem organizacyjnym.
W 1967 roku w kongresie pod hasłem „Dzieło czynienia uczniów” w Klagenfurcie w Austrii uczestniczyło 889 jugosłowiańskich wyznawców. Rok później w austriackim Villach odbył się kolejny kongres, pod hasłem „Dobra nowina dla wszystkich narodów” dla Świadków Jehowy z Jugosławii, w którym uczestniczyło 2319 osób. W 1969 roku zorganizowano ośmiodniowy kongres międzynarodowy pod hasłem „Pokój na ziemi” w Norymberdze w Niemczech. Program był przedstawiany również w językach serbsko-chorwackim oraz słoweńskim.

### Rozwój działalności
Od 16 do 18 sierpnia 1991 roku w Zagrzebiu odbył się pierwszy w Jugosławii kongres międzynarodowy Świadków Jehowy pod hasłem „Lud miłujący wolność Bożą”. Uczestniczyły w nim 14 684 osoby, w tym macedońscy wyznawcy. W roku 1993 na kongres przybyły 642 osoby. W tym samym roku Świadkowie Jehowy zostali uznani prawnie w Macedonii. Otwarto biuro pracujące pod nadzorem austriackiego Komitetu Oddziału oraz zakupiono w Skopje budynek przy ulicy Alžirskiej, do którego z Zagrzebia przeniósł się macedoński zespół tłumaczy. Utworzono macedoński Komitet Kraju i Dom Betel.
W latach 1994–1998 władze ograniczały ilość importowanych publikacji Świadków Jehowy. Z tego względu niektóre materiały były kopiowane. Czasopisma wysyłano do Macedonii również pocztą, a także w niewielkich ilościach wwozili je turyści. Ograniczenia te ustały po korzystnym wyroku Sądu Najwyższego, zezwalającym na nieskrępowany import literatury biblijnej.
W roku 1999 w ówczesnej Macedonii ukończono dwie nowe Sale Królestwa (w Strumicy i Bitoli), zakończono również prace nad kompleksem dwóch Sal Królestwa w Skopje. W latach 2001–2007 wybudowano 9 nowych miejsc wielbienia.
W 2000 roku liczba głosicieli przekroczyła 1000 osób. W 2001 roku w stolicy otwarto Biuro Oddziału, 17 maja 2003 roku uroczyście oddano do użytku nowe obiekty biura Świadków Jehowy. Prace budowlane trwały dwa lata. Dotychczasowe obiekty czterokrotnie powiększono. W trzech osobnych budynkach mieści się administracja, dział tłumaczeń, pokoje mieszkalne, kuchnia i pralnia. Przemówienie inauguracyjne wygłosił członek Ciała Kierowniczego Świadków Jehowy Guy H. Pierce. Przybyli też delegaci z 10 krajów.
W 2001 roku wydano Chrześcijańskie Pisma Greckie w Przekładzie Nowego Świata (Nowy Testament) w języku macedońskim.
W dniach 20–22 listopada 2003 roku na zaproszenie Macedońskiego Centrum Współpracy Międzynarodowej na trzydniowych targach Świadkowie Jehowy zaprezentowali swoje publikacje. W lipcu 2004 roku do pomocy w działalności kaznodziejskiej wśród albańskojęzycznych mieszkańców Macedonii przyjechały dwa małżeństwa albańskich współwyznawców, powstały też 3 zbory romskie. Od kwietnia do lipca 2007 roku przeprowadzono kampanię, w trakcie której 337 głosicieli z 7 krajów prowadziło działalność kaznodziejską w ponad 200 miejscowościach, w których dotąd jeszcze nie była ona prowadzona.
W 2006 roku w kongresie pod hasłem „Wyzwolenie jest blisko!” w stolicy uczestniczył członek Ciała Kierowniczego – Gerrit Lösch, który ogłosił wydanie całego Pisma Świętego w Przekładzie Nowego Świata w języku macedońskim.
W 2017 roku publikacje biblijne zaczęto wydawać w miejscowej odmianie języka romani.
17 grudnia 2008 roku tamtejszy Trybunał Kraju potwierdził legalność działalności wyznania w Macedonii. W 2008 roku w kraju zanotowano liczbę 1339 głosicieli, a 3677 osób spotkało się na Pamiątce. W 2010 roku zanotowano liczbę 1363 głosicieli, a w roku 2014 – 1342. 
W styczniu 2014 roku utworzono stałą grupę tłumaczy lokalnego języka romani, zapisywanego alfabetem łacińskim oraz cyrylicą.
W lipcu 2015 roku delegacja Świadków Jehowy z Macedonii brała udział w kongresie specjalnym pod hasłem „Naśladujmy Jezusa!” w Sofii w Bułgarii, w czerwcu 2017 roku w kongresie specjalnym pod hasłem „Nie poddawaj się!” w Wiedniu, a w 2019 roku w kongresie międzynarodowym pod hasłem „Miłość nigdy nie zawodzi!” w Atenach.
W 2017 roku zorganizowano po raz pierwszy kongres w języku romskim. W kongresie pod hasłem „Nie poddawaj się!” uczestniczyły delegacje z 12 krajów. Program został przedstawiony w kilku odmianach języka romani używanych w Macedonii, Bułgarii i Serbii.
Od sierpnia do października 2019 roku zorganizowano specjalną kampanię głoszenia w języku macedońskim i albańskim, w której wzięło udział 476 głosicieli z 7 krajów. W 2020 roku osiągnięto liczbę 1279 głosicieli.
8 stycznia 2023 roku Daniel Jovanovic, członek Komitetu Oddziału Macedonia Północna, ogłosił podczas specjalnego spotkania w Skopje wydanie Ewangelii według Mateusza w Przekładzie Nowego Świata w języku romani cyrylicą i pismem łacińskim. Poprzez „JW Stream–Studio” program zgromadzenia był transmitowany online do zborów posługujących się tym językiem w Europie Środkowej. W 2023 roku posługiwało się nim 317 głosicieli w Macedonii Północnej. W 2024 roku delegacja z Macedonii Północnej brała udział w kongresie specjalnym pod hasłem „Głośmy dobrą nowinę!” w Sofii w Bułgarii.
Macedońskie Biuro Oddziału nadzoruje tłumaczenie literatury na język macedoński oraz język romani używany w Macedonii Północnej.